# JASON (grupo de asesoramiento)
JASON es un grupo independiente de científicos que asesora al Gobierno de los Estados Unidos en asuntos de ciencia y tecnología. El grupo fue creado por primera vez como una manera de involucrar a la nueva generación de científicos, en contra de los más viejos Los Álamos y el Radiation Laboratory del MIT ex-encargados, en asesorar al gobierno. Fue establecido en 1960 y cuenta entre 30 y 60 miembros.
El grupo incluye a los principales científicos (algunos ganadores del Premio Nobel  en varias disciplinas, incluyendo físicos, biólogos, oceanógrafos, matemáticos y científicos informáticos, todos los cuales son titulares de autorización de seguridad de Defensa. La mayoría de sus informes están clasificados.
Financiado el trabajo de Jason por el Departamento de Defensa de Estados Unidos (DOD, Departamento de Defensa) y hay a menudo más de la DARPA, la Marina de los Estados Unidos, el Departamento de Energía (DOE), y varias agencias de inteligencia de Estados Unidos. En su mayoría se resuelven durante una reunión anual de Jason en el verano. Los ejemplos de informes incluyen la comunicación con submarinos en longitudes de onda extremadamente largas (Projecto Sanguine, Project Seafarer), óptica adaptativa, defensa de misiles, un informe de 1979, la predicción del calentamiento global de CO2 ,  Tecnologías para la revisión de ensayos nucleares y plantas de enriquecimiento de uranio y durante la guerra de Vietnam Sistemas de monitoreo electrónico.